# Митчелл, Джеймс Сарсфилд
Джеймс Сарсфилд Митчелл (англ. James Sarsfield Mitchell; 30 января 1864, Типперэри, Манстер — 3 июля 1921, Нью-Йорк, Нью-Йорк) — американский легкоатлет и перетягиватель каната, бронзовый призёр летних Олимпийских игр 1904.
В лёгкой атлетике на Играх 1904 в Сент-Луисе Мичелл участвовал в нескольких дисциплинах. В метании веса в 56 фунтов с результатом 10,13 м он занял третье место и выиграл бронзовую медаль. В метании молота он стал 5-м, а в метании диска 6-м.
В перетягивании каната Митчелл входил в состав четвёртой американской команды, которая заняла четвёртое место.